# Lardirago

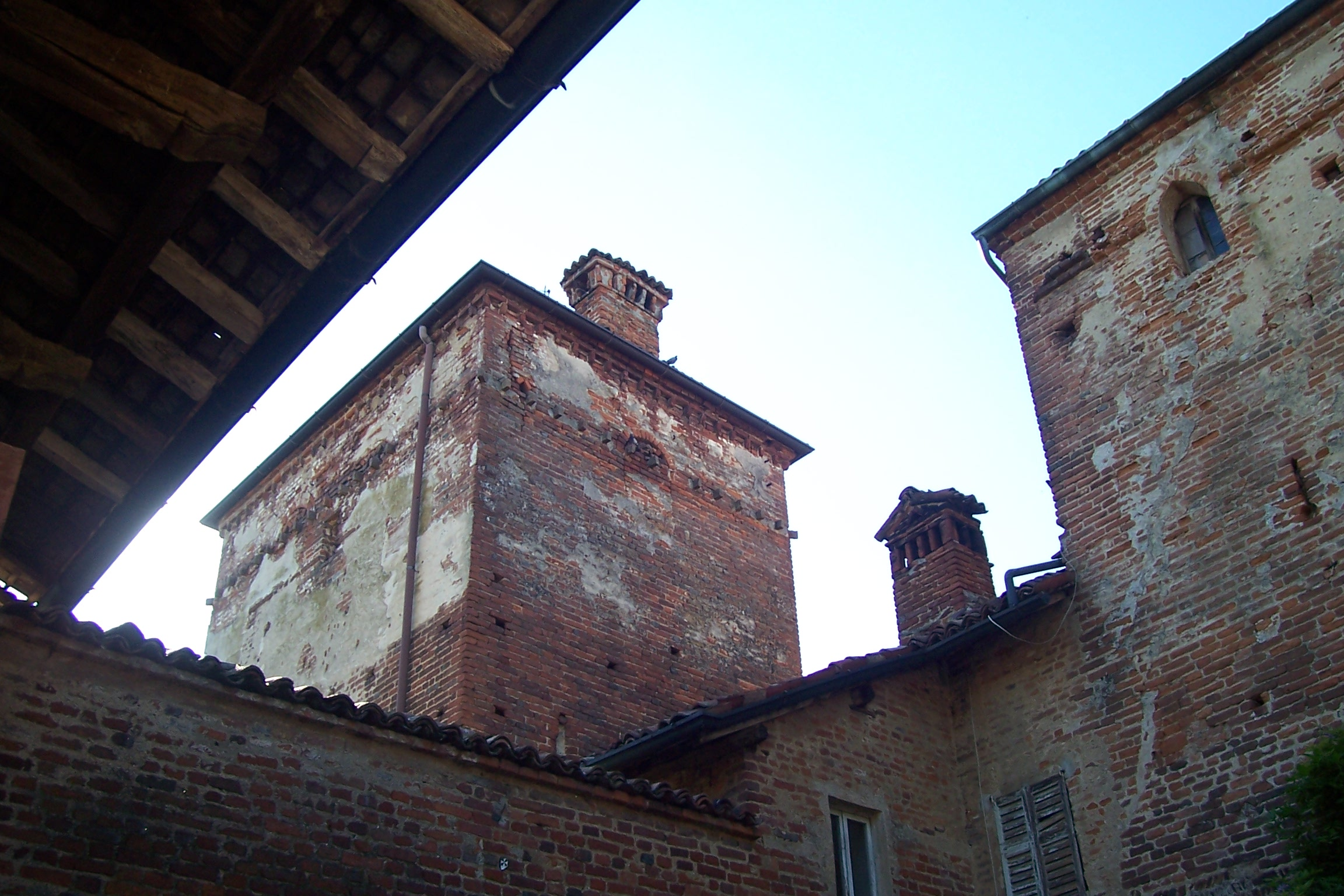
Burg von Lardirago

Lardirago ist eine norditalienische Gemeinde (comune) mit 1177 Einwohnern (Stand 31. Dezember 2023) in der Provinz Pavia in der Lombardei. Die Gemeinde liegt etwa acht Kilometer nordöstlich von Pavia an der Olona in der Pavese.

## Geschichte
Im 12. Jahrhundert wird die Ortschaft als Lardigarum erwähnt.

## Gemeindepartnerschaft
Lardirago unterhält eine Partnerschaft mit Cidade Velha, der ehemaligen Hauptstadt von Cap Verde im Distrikt Praia.